# عبد الله شمس الدين
عبد الله شمس الدين (1921 - 13 مارس 1977) هو شاعر غنائي مصري.

## حياته
ولد بالقاهرة عام 1921. حفظ القرآن في صباه، ثم التحق بالأزهر الشريف فعمل مستشاراً ثقافياً بالمجلس الأعلى للشبان المسلمين.
 ولقب بشاعر التوحيد، شارك في الحياة الثقافية المصرية والعربية وكان له دور بارز في المشهد الأدبي المصري وأسس ورأس العديد من المنتديات الأدبية والشعرية فكان رائدا لندوة شعراء العروبة ورائد ندوة شعراء الإسلام وغير ذلك من الأنشطة التي ساهمت في تشكيل الوعي الأدبي على مدار الخمسينات والستينات.

## نشيد «الله أكبر فوق كيد المعتدي»
كتب عبد الله شمس الدين العديد من القصائد ذات الطابع الإسلامي والعربي، ولكن أشهر قصائده على الإطلاق هي النشيد الوطني "الله أكبر فوق كيد المعتدي" الذي كتبه سنة 1956 أثناء العدوان الثلاثي على مصر ولحنه محمود الشريف ووزعه عطية شرارة وغنته المجموعة.

نال "الله أكبر فوق كيد المعتدي" المركز الأول في استفتاء شعبي جرى في مصر بعد انتهاء العدوان الثلاثي، بينما نال نشيد والله زمان يا سلاحي الذي غنته أم كلثوم المركز الثاني، ونال نشيد «إلى المعركة» المركز الثالث، ولكن - لأمر ما - وقع الاختيار على النشيد الثاني ليكون هو النشيد القومي لمصر. وقد أصبح نشيد "الله أكبر فوق كيد المعتدي" فيما بعد النشيد الوطني للجماهيرية الليبية إلى أن حل محله نشيد ليبيا ليبيا ليبيا بعد إسقاط نظام القذافي في أكتوبر 2011.

## إنتاجه الشعري
كتب عبد الله شمس الدين في جميع أغراض الشعر، فقد كتب في الوطنيات والإسلاميات والاجتماعيات والحب ولكن الجزء الأكبر الذي ملك عليه حياته كان في الجانب الصوفي فكان للشعر الصوفي في ديوانه نصيب كبير.

## التكريمات والمشاركة في المهرجانات
- منحه الرئيس جمال عبد الناصر وسام الجمهورية من الطبقة الأولى تقدير لدوره في إثراء الحياة الأدبية ولمكانته في الشعر والأدب.
- قام بتمثيل مصر في العديد من مهرجانات الشعر في مختلف الأقطار العربية في سوريا وفي ليبيا وفي كثير من الدول.

## دواوينه
- أصداء الحرية: هو ديوانه الأول، وصدر عام 1954 وقام بتقديمه الشاعر عزيز أباظة.
- الله أكبر: وهو ديوانه الثاني وصدر عن المجلس الأعلى للشئون الإسلامية.
- حي من النور.
- نداء الروح: لم يطبع في حياته.

## دراسات أكاديمية وكتابات عن شعره
- نال الباحث مصصطفى عبد القادر فريد درجة الماجستير عن موضوع عبد الله شمس الدين شاعرا من جامعة الأزهر.
- قام الكاتب الصحفي عبد العليم المهدي بإصدار كتاب عنه بعنوان عبد الله شمس الدين قيثارة التوحيد.

## قصائده المغناة
غنى له كبار المطربين والمطربات مثل كارم محمود ومحمد فوزي وفدوى عبيد وسمير الاسكندراني وعليا التونسية وأحمد السنباطي وسعاد محمد وشافية أحمد، ولحّن له السنباطي وغيره من كبار الملحنين، إلى جانب إنشاد كبار المنشدين لشعره مثل الشيخ سيد النقشبندي ونصر الدين طوبار ومحمد الطوخي وغيرهم.

## نموذج من أشعاره
قصيدة «أفراح النور»، والتي يقول فيها:
لغة الكلام كما رأيت على فمي خجلى ولولا الحب لم أتكلم
يا كوكب التوحيد حسبي أنني أحد الشداة الهائمين الهوم
ما حيلة الشعراء ذاب غنائهم رهبا لدى هذا الجلال الأعظم
سبحانه أمداحه لك لم تدع للشعر شيئا غير خفق مضرم
يا نور يوم ولدت قامت عزة للأرض إذ أمست لنورك تنتمي
الكوكب الأرضي حين وطئته أمسى حصاه يتيه فوق الأنجم
وعلى هدى الأقدار قام محمد لله فيه سرائر لم تعلم
سعدت بك الدنيا على فزعاتها ومشت بك الأيام مشي مكرم
في صلب عبد الله أرست نورها الرحلة الأولى بأمر محكم
وهناك في شهر الربيع تنفست الرحلة الأخرى بصورة آدمي

## وفاته
توفي عبد الله شمس الدين في فجر الثالث عشر من مارس 1977، بعد عودته من مؤتمر شبابي في ليبيا.